# Orchis
Lan hình nhân (danh pháp: Orchis) là một chi thuộc họ Lan (Orchidaceae), sinh sống chủ yếu ở châu Âu và Maghreb, nhưng cũng vươn xa tới tận Tây Tạng, Mông Cổ, và Tân Cương (Trung Quốc). Tên chi xuất phát từ tiếng Hy Lạp ὄρχις orchis, nghĩa là "tinh hoàn".

## Phân loại

### Các loài
Tính đến  tháng 6 năm 2014, World Checklist of Selected Plant Families công nhận 21 loài, cùng với một số phân loài:
- Orchis adenocheila Czerniak. (Iran)
- Orchis anatolica Boiss. – Anatolian Orchid (Síp, Thổ Nhĩ Kỳ, Southern Aegean Islands, Syria, Lebanon, Israel, Palestine, Iran)
- Orchis anthropophora (L.) All. (Tây Âu và Địa Trung Hải)
- Orchis brancifortii Biv. (Nam Ý, Sicilia, Sardinia)
- Orchis galilaea (Bornm. & M.Schulze) Schltr. (Thổ Nhĩ Kỳ, Syria, Lebanon, Israel, Palestine)
- Orchis italica Poir. (Địa Trung Hải) - Lan hình nhân, lan người
- Orchis laeta Steinh.
- Orchis mascula (L.) L. – Early Purple Orchid, (N. & C. Europe tới Iran, quần đảo Canary)
  - Orchis mascula subsp. ichnusae Corrias
  - Orchis mascula subsp. laxifloriformis Rivas Goday & B.Rodr.
  - Orchis mascula subsp. mascula
  - Orchis mascula subsp. scopulorum (Summerh.) H.Sund. ex H.Kretzschmar, Eccarius & H.Dietr.
  - Orchis mascula subsp. speciosa (Mutel) Hegi
- Orchis militaris L. (Châu Âu tới Mông Cổ) - Lan bộ đội
  - Orchis militaris subsp. militaris
  - Orchis militaris subsp. stevenii (Rchb.f.) B.Baumann & al.
- Orchis olbiensis Reut. ex Gren.
- Orchis pallens L. – Pale-flowered Orchid (Châu Âu tới Kavkaz)
- Orchis patens Desf. (Trung Địa Trung Hải tới Tây Bắc Phi)
  - Orchis patens subsp. canariensis (Lindl.) Asch. & Graebn.
  - Orchis patens subsp. patens
- Orchis pauciflora Ten.
- Orchis provincialis Balb. ex Lam. & DC. (Châu Âu tới Kavkaz, Tây Bắc Phi)
- Orchis punctulata Steven ex Lindl. – Small-dotted Orchid (Châu Âu tới Tây Á)
- Orchis purpurea Huds. – Lady orchid, Purple Orchid (Châu Âu tới Kavkaz, Algeria) 
  - Orchis purpurea subsp. caucasica (Regel) B.Baumann & al.
  - Orchis purpurea subsp. purpurea
- Orchis quadripunctata Cirillo ex Ten. – Four-spotted Orchid (Sardinia tới Đông Địa Trung Hải)
- Orchis simia Lam. (Châu Âu tới Iran, Bắc Phi) - Lan khỉ
  - Orchis simia subsp. simia
  - Orchis simia subsp. taubertiana (B.Baumann & H.Baumann) Kreutz
- Orchis sitiaca (Renz) P.Delforge
- Orchis spitzelii Saut. ex W.D.J.Koch – Spitzel's Orchid (Thụy Điển (Gotland), Đông Tây Ban Nha tới Kavkaz, Tây Bắc Phi)
  - Orchis spitzelii subsp. cazorlensis (Lacaita) D.Rivera & Lopez Velez
  - Orchis spitzelii subsp. nitidifolia (W.P.Teschner) Soó
  - Orchis spitzelii subsp. spitzelii
- Orchis troodi (Renz) P.Delforge

### Loài lai tự nhiên
Tính đến  tháng 6 năm 2014, World Checklist of Selected Plant Families công nhận 37 loài lai, cùng với một số phân loài tai:
- Orchis ×  algeriensis B.Baumann & H.Baumann (O. patens × O. spitzelii)
- Orchis × angusticruris Franch. (O. purpurea × O. simia) 
  - Orchis × angusticruris nothosubsp. angusticruris (O. purpurea subsp. purpurea × O. simia)
  - Orchis × angusticruris nothosubsp. transcaucasica B.Baumann & al. (O. purpurea subsp. caucasuca × O. simia)
- Orchis ×  apollinaris W.Rossi & al. (O. italica × O.  simia)
- Orchis ×  aurunca W.Rossi & Minut. (O. pauciflora × O. provincialis)
- Orchis ×  bergonii Nanteuil (O. anthropophora × O.  simia)
- Orchis ×  beyrichii (Rchb.f.) A.Kern. (O. militaris × O.  simia)
  - Orchis × beyrichii nothosubsp. beyrichii (O. militaris subsp. militaris × O. simia)
  - Orchis × beyrichii nothosubsp. golestanica (Renz) H.Kretzschmar, Eccarius & H.Dietr. (O. militaris subsp. stevenii × O. simia)
- Orchis ×  bispurium (G.Keller) H.Kretzschmar, Eccarius & H.Dietr. (O. anthropophora × O. militaris × O. purpurea)
- Orchis ×  bivonae Tod. (O. anthropophora × O. italica)
- Orchis ×  buelii Wildh. (O. provincialis × O. quadripunctata)
- Orchis ×  caesii De Angelis & Fumanti (O. italica × O. purpurea)
- Orchis ×  calliantha Renz & Taubenheim (O. punctulata × O. simia)
- Orchis ×  chabalensis B.Baumann & al. (O. militaris subsp. stevenii × O. punctulata)
- Orchis × colemanii Cortesi (O. mascula × O. pauciflora)
- Orchis ×  fallax (De Not.) Willk. (O. patens × O. provincialis)
- Orchis ×  fitzii Hautz. (O. anatolica × O. mascula) (Turkey)
- Orchis ×  hybrida (Lindl.) Boenn. ex Rchb. (O. militaris × O. purpurea)
- Orchis ×  klopfensteiniae P.Delforge (O. pallens × O. spitzelii)
- Orchis ×  kretzschmariorum B.Baumann & H.Baumann (O. anatolica × O. provincialis)
- Orchis ×  ligustica Ruppert (O. mascula × O. patens)
- Orchis ×  loreziana Brügger(O. mascula × O. pallens) 
  - Orchis × loreziana nothosubsp. kisslingii (Beck) Potucek (O. mascula subsp. speciosa × O. pallens)
  - Orchis × loreziana nothosubsp. loreziana (O. mascula subsp. mascula × O. pallens)
- Orchis ×  lucensis Antonetti & Bertolini (O. pauciflora × O. simia)
- Orchis ×  macra Lindl. (O. anthropophora × O. purpurea)
- Orchis ×  orphanidesii (E.G.Camus) B.Bock (O. anthropophora × O. mascula)
- Orchis ×  palanchonii G.Foelsche & W.Foelsche (O. olbiensis × O. pauciflora)
- Orchis ×  penzigiana A.Camus (O. mascula × O. provincialis)
  - Orchis × penzigiana nothosubsp. jailae (Soó) H.Kretzschmar, Eccarius & H.Dietr. (O. mascula subsp. speciosa × O. provincialis)
  - Orchis × penzigiana nothosubsp. penzigiana (O. mascula subsp. mascula × O. provincialis)
  - Orchis × penzigiana nothosubsp. sardoa Scrugli & M.P.Grasso (O. mascula subsp. ichnusae × O. provincialis)
- Orchis ×  permixta Soó (O. mascula subsp. signifera × O. pallens × O. provincialis)
- Orchis ×  petterssonii G.Keller ex Pett. (O. mascula × O. spitzelii) 
  - Orchis × petterssonii nothosubsp. incantata (P.Delforge) H.Kretzschmar, Eccarius & H.Dietr. (O. mascula subsp. laxifloriformis × O. spitzelii subsp. cazorlensis)
  - Orchis × petterssonii nothosubsp. petterssonii (O. mascula subsp. mascula × O. spitzelii subsp. cazorlensis)
- Orchis ×  plessidiaca Renz (O. pallens × O. provincialis)
- Orchis ×  pseudoanatolica H.Fleischm. (O. pauciflora × O. quadripunctata)
- Orchis ×  schebestae Griebl (O. mascula × O. quadripunctata)
- Orchis ×  serraniana P.Delforge (O. mascula subsp. laxifloriformis × O. olbiensis)
- Orchis ×  sezikiana B.Baumann & H.Baumann (O. anatolica × O. quadripunctata)
- Orchis ×  spuria Rchb.f. (O. anthropophora × O. militaris)
- Orchis ×  thriftiensis Renz (O. anatolica × O. pauciflora)
- Orchis ×  tochniana Kreutz & Scraton (O. italica × O. punctulata)
- Orchis ×  willingiorum B.Baumann & H.Baumann (O. provincialis × O. spitzelii)
- Orchis ×  wulffiana Soó (O. punctulata × O. purpurea)
  - Orchis × wulffiana nothosubsp. suckowii (Kümpel) B.Baumann & al. (O. punctulata × O. purpurea subsp. caucasica)
  - Orchis × wulffiana nothosubsp. wulffiana (O. punctulata × O. purpurea subsp. purpurea)

### Loài lai khác chi
- Orchiophrys (Ophrys x Orchis)
- Orchiserapias (Orchis x Serapias)